# Ext2
Ext2 (second extended filesystem o "segon sistema de fitxers estès") és un sistema de fitxers pel nucli Linux. Va ser dissenyat originalment per Rémy Card. El principal desavantatge d'ext2 és que no implementa el registre per diari (en anglès Journaling) que sí que implementa el seu successor ext3, el qual és totalment compatible.
ext2 va ser el sistema de fitxers per defecte de les distribucions de Linux Red Hat Linux, Fedora Core i Debian fins a ser reemplaçat recentment pel seu successor ext3.
El sistema de fitxers té una taula on s'emmagatzemen els i-nodes. Un i-node emmagatzema informació de l'arxiu (ruta o path, mida, ubicació física). Quant a la ubicació, és una referència a un sector del disc on estan totes i cadascuna de les referències als blocs de l'arxiu fragmentat. Aquests blocs són de grandària especificable quan es crea el sistema de fitxers, des dels 512 bytes fins als 4 KB, la qual cosa assegura un bon aprofitament de l'espai lliure amb arxius petits.
Els límits són un màxim de 2 terabytes de fitxer, i de 4 per partició.